# Koenigsegg Gemera
Koenigsegg Gemera — 4-місний гіперкар, який виготовлятиметься шведською автомобільною компанією Koenigsegg. Він був представлений 3 березня 2020 року під час онлайн-трансляції Koenigsegg на скасованому через пандемію Женевському автосалоні. Це автомобіль класу Гран-турізмо.

## Технічні Характеристики

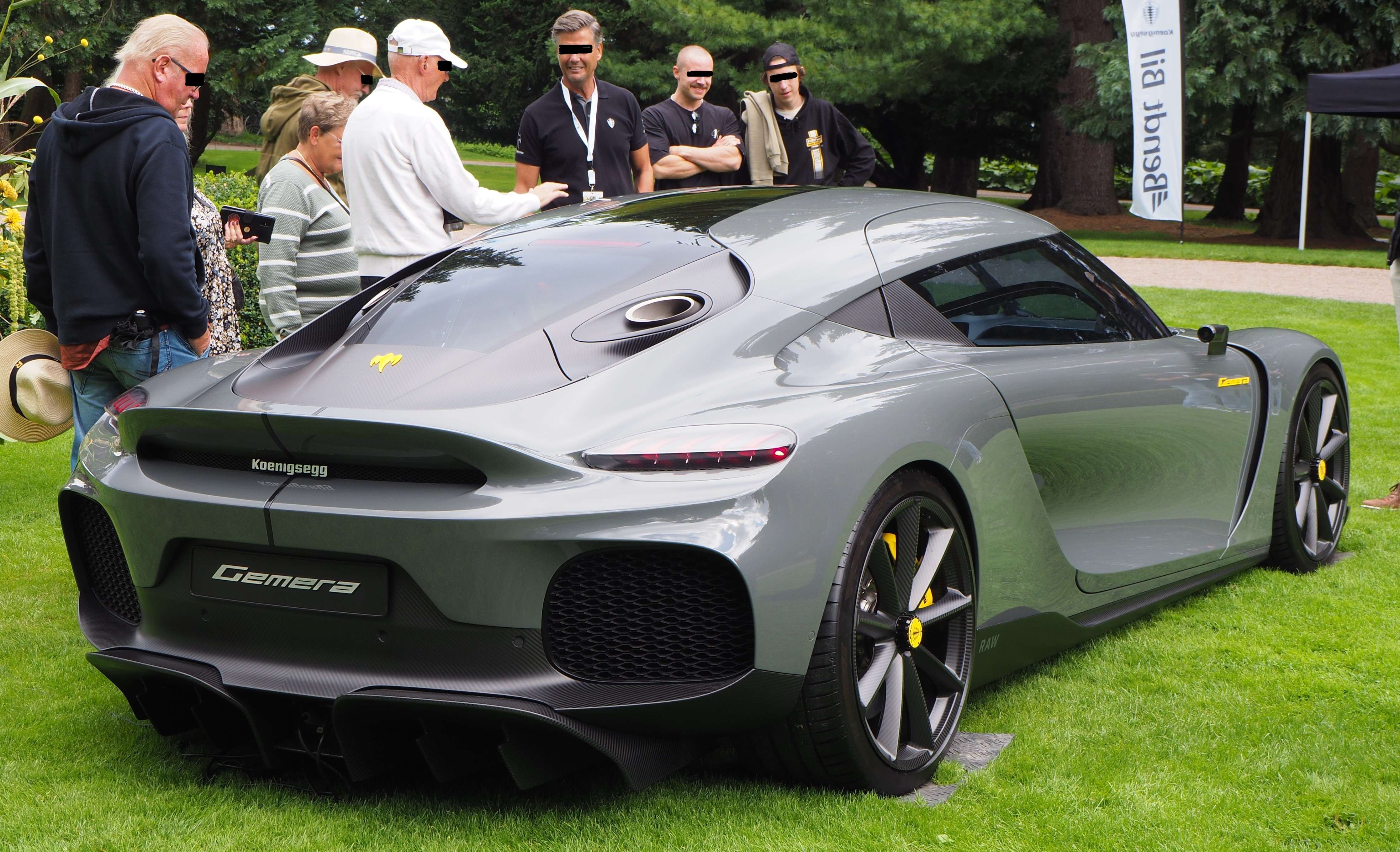

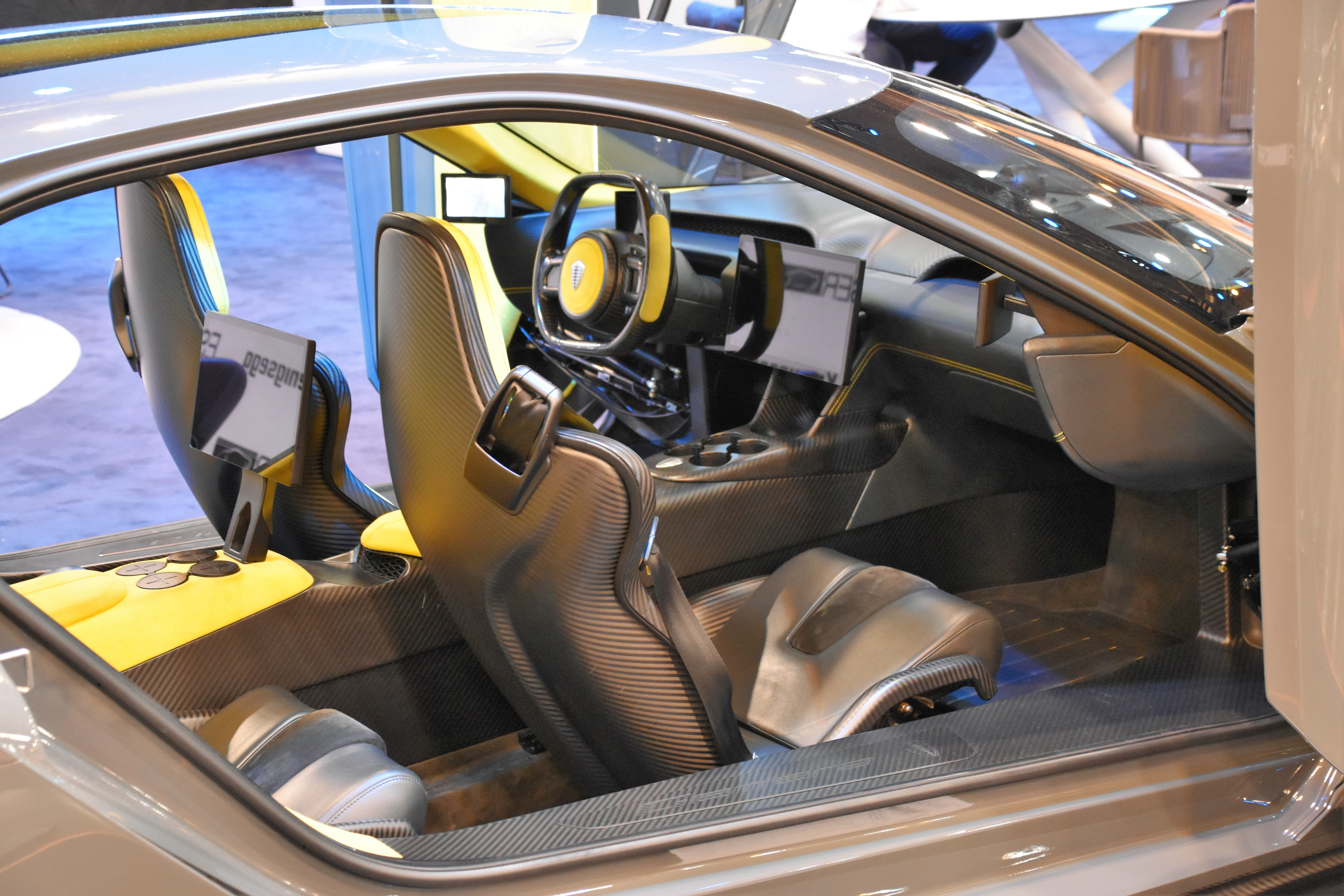

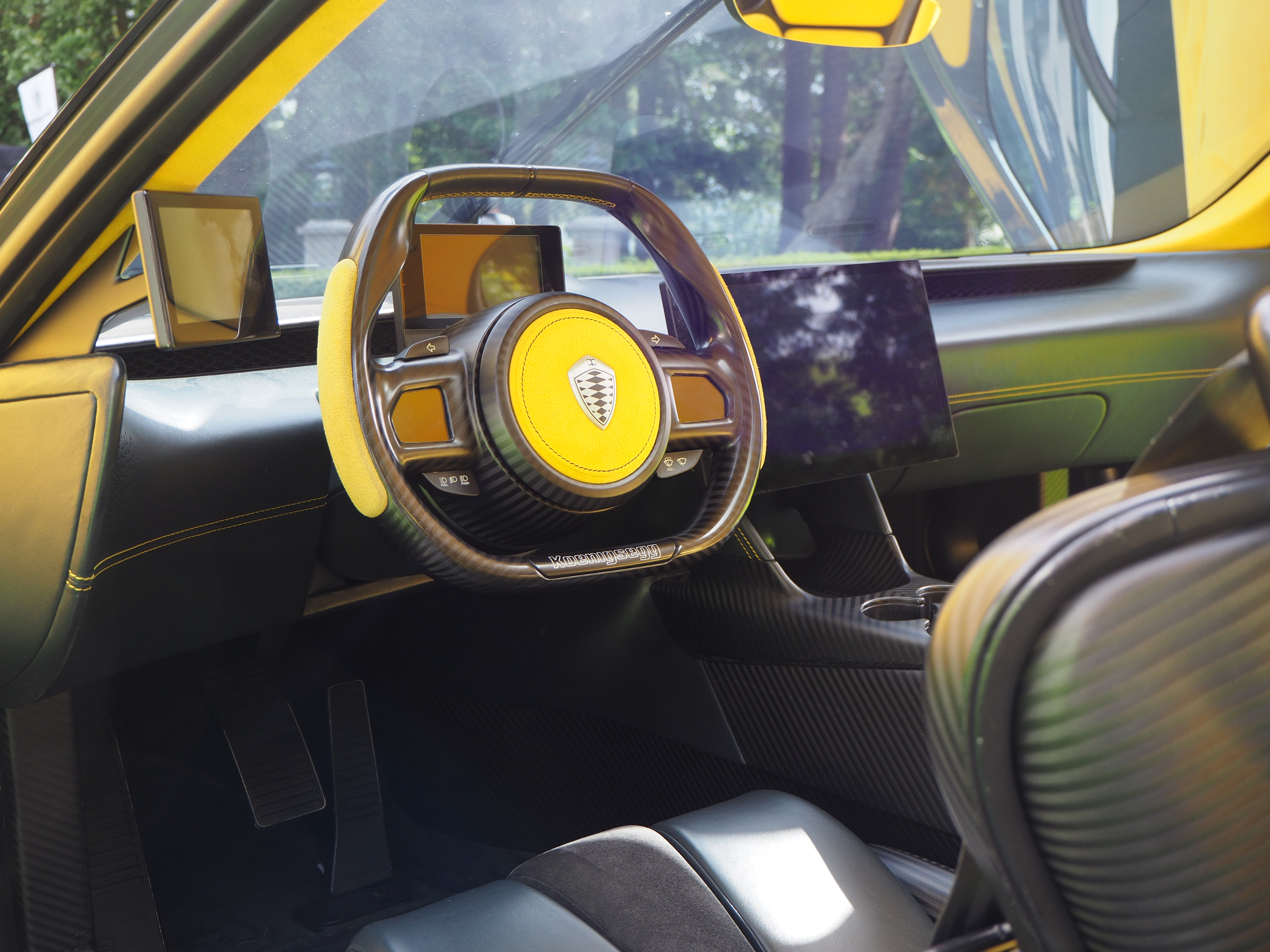

Gemera — це перший чотиримісний автомобіль, побудований Koenigsegg, і перший, який працює на компактному двигуні. Потужність забезпечується 2-літровим трициліндровим Koenigsegg Tiny Friendly Giant (TFG) з 2 турбокомпресорами, що рухає передні колеса, потужністю 447 кВт (600 к.с.) і 600 Нм крутного моменту, а також трьох електродвигунів (два ззаду і один спереду), з комбінованою піковою потужністю 1268 кВт (1700 к.с.) і 3500 Нм крутного моменту. Дана комбінована пікова потужність виробляється, коли двигун працює на паливі E85. Двигун використовує систему соленоїдів для активації впускного та випускного клапанів замість звичайних розподільних валів. Двигун також має дезактивацію циліндрів, що, як стверджується, є на 20 відсотків економічніше пального, ніж типовий чотирициліндровий двигун тієї ж робочої сили. За словами Кенігсегга, двигун внутрішнього згоряння важить лише 70 кг (150 фунтів).
Діапазон акумуляторної батареї 54 МДж (15 кВт·год), як стверджується, становить 50 км (31 милі), а в гібридному режимі — 1000 км (621 милі). Двигун може працювати як на біопаливі E85, так і на бензині, а також має титанову вихлопну систему виробництва Akrapovič.
Будучи першою повнопривідною моделлю, Gemera має повноколісне кермове управління та векторизацію крутного моменту. Нарівні з іншими моделями Koenigsegg, шасі має монокок з вуглецевого волокна з алюмінієвими підструктурами. Автомобіль має електронно регульовану висоту їзди.
Головною дизайнерською особливістю Gemera є відсутність стовпа B та двох великих двогранних дверей, які відкриваються вперед, щоб забезпечити легший доступ до шкіряної оббитої чотиримісної кабіни. Суттєві зручності включають чотири підігрівачі та чотири охолоджуваних підстаканника, системи допомоги водієві, чотири сенсорні екрани (два 13-дюймових центральних сенсорних екрани разом із двома додатковими екранами для камер бокового та заднього виду), інформаційно-розважальну систему для передніх та задніх пасажирів, спереду та ззаду задні зарядні пристрої для бездротових телефонів, Apple CarPlay, з'єднання Wi-Fi, тризонна кліматична система, електрорегульовані сидіння та аудіосистема преміум-класу з 11 динаміками. Маючи лише 300 одиниць, виробництво буде суворо обмежене.

## Продуктивність
Заявлена максимальна швидкість Gemera — 400 км/год (249 миль/год) і розганяється від 0-100 км/год (62 милі/год) за 1,9 секунди. В електричному режимі автомобіль може досягти максимальної швидкості 300 км/год (188 миль/год).

## Двигуни
- 2.0 L TFG twin-turbo I3 + 3 електродвигуна на обох задніх колесах і один на колінчастому валу 1400 к.с. 1850 Нм (Gemera TFG)
- 5.0 L twin-turbo V8 + 1 електродвигун на передніх колесах 2300 к.с. 2750 Нм (Gemera HV8)